# Impatiens leggei
Impatiens leggei är en balsaminväxtart som beskrevs av Pusalkar och D.K.Singh. Impatiens leggei ingår i släktet balsaminer, och familjen balsaminväxter. Inga underarter finns listade i Catalogue of Life.